# Катманду
Катманду (неп. काठमांडौ) је главни град Републике Непал. Привредно је средиште истоимене плодне хималајске долине на ушћу реке Багмати у Бишанмати. Лежи на висини од 1450 m. Град има око 850.000 становника.
Катманду је туристички, културни и будистички ходочаснички центар. У старом се делу града истиче монументална краљевска палата са храмом Телају из 16. века. Сачувани су разноврсни традиционални занати.
Велику популарност на западу стиче од 1960-их година претходног века. Због свог „слободарског“ карактера постаје стециште, па и неки вид финалне тачке, ходочашћа многих који опијени маштом и љубављу трагају за својом долином Шангри Ла. Захваљујући бриљантном књижевно-путописном делу са насловом „Катманду“ српског аутора Стевана Пешића, који је у Катмандуу боравио више месеци, Катманду је и на српском говорном подручју постао додатно популаран.
Седам будистичких и хиндуистичких храмова у граду и околини су на Унесковој листи Светске баштине од 2003.

## Географија

### Клима
Пет главних климатских региона постоји у Непалу. Од њих, долина Катманду је у топлој умереној зони (елевације су у опсегу 1.200 до 2.300 ), чија клима је прилично топла, што није типично за тај регион. Овој зони следи хладна умерена зона са елевацијама које варирају између 2.100 и 3.300 m. Према Кепеновој класификацији клима, порције града са мањом надморском висином имају влажну суптропску климу (Cwa), док порције града на вишим надморским висинама генерално имају суптропску висораванску климу. У долини Катманду, која има репрезентативну климу, просечна летња температура варира од 28 до 30 °C. Просечна зимска температура је 10,1 °C.
Град генерално има климу с топлим данима након чега следе хладне ноћи и јутра. Непредвидљиве временске прилике су очекиване, имајући у виду да температура може да падне на 1 °C или мање током зиме. Током хладног талас из 2013. године, зимске температуре у Катмандуу су биле пале на −4 °C (25 °F), и најнижа записана температура је од дана 10. јануара 2013, са −9,2 °C (15,4 °F). Кишне падавине су углавном монсунски базиране (око 65% укупних падавина је концентрисано током монсунских месеци од јуна од августа), и падавине су знатно умањене (100 до 200 cm) идући од источног Непала ка западном Непалу. Забележене су кишне падавине од око 1.400 mm (55,1 in) за Катманду долину, и просек за град Катманду је 1.407 mm (55,4 in). Просечна влажност је 75%.
Графикон с десне стране је заснован на подацима Непалског бироа за стандарде и метеорологију, „временску метеорологију” за 2005. На графикону су дати минималне и максималне температуре током сваког месеца. Годишња количина падавина је била 1.124 mm (44,3 in) за 2005, на бази месечних података наведених у доњој табели. Током декаде 2000–2010 дошло је до веома варијабилних и неуједначених падавинских аномалија у Катмандуу. То је углавном било узроковано годишњим варијацијама југозападног монсуна. На пример, 2003. година је била највлажнија година икад у граду, са преко 2.900 mm (114 in) падавина услед изузетно јаке монсунске сезоне. У контрасту с тим, 2001. године је забележено само 356 mm (14 in) падавина услед изузетно слабе монсунске сезоне.
| Клима Катмандуа (1981–2010) | Клима Катмандуа (1981–2010) | Клима Катмандуа (1981–2010) | Клима Катмандуа (1981–2010) | Клима Катмандуа (1981–2010) | Клима Катмандуа (1981–2010) | Клима Катмандуа (1981–2010) | Клима Катмандуа (1981–2010) | Клима Катмандуа (1981–2010) | Клима Катмандуа (1981–2010) | Клима Катмандуа (1981–2010) | Клима Катмандуа (1981–2010) | Клима Катмандуа (1981–2010) | Клима Катмандуа (1981–2010) |
| Показатељ \ Месец | .Јан.                       | .Феб.                       | .Мар.                       | .Апр.                       | .Мај.                       | .Јун.                       | .Јул.                       | .Авг.                       | .Сеп.                       | .Окт.                       | .Нов.                       | .Дец.                       | .Год.                       |
| --- | --------------------------- | --------------------------- | --------------------------- | --------------------------- | --------------------------- | --------------------------- | --------------------------- | --------------------------- | --------------------------- | --------------------------- | --------------------------- | --------------------------- | --------------------------- |
| Апсолутни максимум, °C (°F) | 24,4 (75,9)                 | 28,3 (82,9)                 | 33,3 (91,9)                 | 35,0 (95)                   | 36,1 (97)                   | 37,2 (99)                   | 32,8 (91)                   | 33,3 (91,9)                 | 33,3 (91,9)                 | 33,3 (91,9)                 | 29,4 (84,9)                 | 28,3 (82,9)                 | 37,2 (99)                   |
| Максимум, °C (°F) | 19,1 (66,4)                 | 21,4 (70,5)                 | 25,3 (77,5)                 | 28,2 (82,8)                 | 28,7 (83,7)                 | 29,1 (84,4)                 | 28,4 (83,1)                 | 28,7 (83,7)                 | 28,1 (82,6)                 | 26,8 (80,2)                 | 23,6 (74,5)                 | 20,2 (68,4)                 | 25,6 (78,1)                 |
| Просек, °C (°F) | 10,8 (51,4)                 | 13,0 (55,4)                 | 16,7 (62,1)                 | 19,9 (67,8)                 | 22,2 (72)                   | 24,1 (75,4)                 | 24,3 (75,7)                 | 24,3 (75,7)                 | 23,3 (73,9)                 | 20,1 (68,2)                 | 15,7 (60,3)                 | 12,0 (53,6)                 | 18,87 (65,96)               |
| Минимум, °C (°F) | 2,4 (36,3)                  | 4,5 (40,1)                  | 8,2 (46,8)                  | 11,7 (53,1)                 | 15,7 (60,3)                 | 19,1 (66,4)                 | 20,2 (68,4)                 | 20,0 (68)                   | 18,5 (65,3)                 | 13,4 (56,1)                 | 7,8 (46)                    | 3,7 (38,7)                  | 12,1 (53,8)                 |
| Апсолутни минимум, °C (°F) | −9,2 (15,4)                 | −1,1 (30)                   | 1,7 (35,1)                  | 4,4 (39,9)                  | 9,4 (48,9)                  | 13,9 (57)                   | 16,1 (61)                   | 16,1 (61)                   | 13,3 (55,9)                 | 5,6 (42,1)                  | 0,6 (33,1)                  | −1,7 (28,9)                 | −9,2 (15,4)                 |
| Количина падавина, mm (in) | 14,4 (0,567)                | 18,7 (0,736)                | 34,2 (1,346)                | 61,0 (2,402)                | 123,6 (4,866)               | 236,3 (9,303)               | 363,4 (14,307)              | 330,8 (13,024)              | 199,8 (7,866)               | 51,2 (2,016)                | 8,3 (0,327)                 | 13,2 (0,52)                 | 1.454,9 (57,28)             |
| Дани са падавинама | 2                           | 3                           | 4                           | 6                           | 12                          | 17                          | 23                          | 22                          | 15                          | 4                           | 1                           | 1                           | 110                         |
| Релативна влажност, % | 79                          | 71                          | 61                          | 53                          | 57                          | 73                          | 81                          | 83                          | 82                          | 79                          | 85                          | 80                          | 74                          |
| Сунчани сати — месечни просек                                                                                                   | 223                         | 254                         | 260                         | 231                         | 229                         | 186                         | 136                         | 159                         | 132                         | 252                         | 244                         | 250                         | 2.556                       |
| Извор #1: Department of Hydrology and Meteorology, World Meteorological Organization (precipitation days)                       |                             |                             |                             |                             |                             |                             |                             |                             |                             |                             |                             |                             |                             |
| Извор #2: Danish Meteorological Institute (sun and relative humidity), Sistema de Clasificación Bioclimática Mundial (extremes) |                             |                             |                             |                             |                             |                             |                             |                             |                             |                             |                             |                             |                             |

## Историја
Град је добио име по храму Кастаманидапа, Храм од дрвета. Реч "катх" значи дрво, храм "манду". До 723. (по европском календару) град се звао Кантапур, Лепи Град.<ref>СТЕВАН Пешић : Катманду . strana 12.  9788673467672

## Становништво
| Година       |
| Становништво |
| ------------ |

## Туризам
Туризам чини важан део привреде Непала, ова грана индустрије је почела да се развија око 1950. године када се променила политика земље и окончала изолација. 1956. године успостављен је ваздушни саобраћај који је уз успостављање дипломатских односа са другим народима додатно је допринео развоју туризма у овој хималајској земљи. Хотелска индустрија, туристичке агенције, обука туристичких водича и циљане рекламне кампање су главни разлози за значајан раст ове индустрије у Непалу, а посебно у Катмандуу. Хинду и будистички ходочасници из целог света посећују Катмандуове верске објекте као што су Пасхупатинатх, Сваиамбхунатх, Боудханатх и Будханилкантха.

## Партнерски градови
- Исфахан
- Пјонгјанг
- Си'ан